# Santiago Tolman
Santiago Tolman är en ort i kommunen Otumba i delstaten Mexiko i Mexiko. Samhället hade 5 369 invånare vid folkräkningen år 2020. Santiago Tolman är kommunens näst folkrikaste stad.